# Gemeindefusionen im Département Savoie
In diesem Artikel sind die Veränderungen im Gemeindebestand des französischen Départements Savoie seit der Französischen Revolution (Einrichtung der Départements) aufgeführt. Somit sind Veränderungen der Gemeindegrenzen, also Änderungen der Zugehörigkeit von Flurstücken, nicht erfasst. Diese Liste erhebt keinen Anspruch auf Vollständigkeit.

## Eingemeindungen
| Datum Eingemeindung | Aufgelöste Gemeinden                   | Erweiterte Gemeinde        |
| ------------------- | -------------------------------------- | -------------------------- |
| zw. 1790 und 1794   | Les Étaux                              | Notre-Dame-des-Millières   |
| zw. 1790 und 1794   | Frontenex                              | Cléry                      |
| zw. 1790 und 1794   | La Gurraz                              | Villaroger                 |
| zw. 1790 und 1794   | Miolans                                | Saint-Pierre-d’Albigny     |
| zw. 1790 und 1794   | Les Molasses                           | Gresin                     |
| zw. 1790 und 1794   | Le Pin                                 | Gresin                     |
| 1818                | Les Frasses                            | Salins                     |
| 1836                | Conflans und L’Hôpital                 | Albertville                |
| 5. Mai 1961         | Bissy und Chambéry-le-Vieux            | Chambéry                   |
| 9. Feb. 1964        | Outrechaise                            | Ugine                      |
| 1. Jan. 1965        | Hauteville-Gondon                      | Bourg-Saint-Maurice        |
| 1. Jan. 1965        | Saint-Sigismond                        | Albertville                |
| 1. Jan. 1971        | Héry                                   | Ugine                      |
| 1. Jan. 1971        | Saint-Laurent-de-la-Côte               | Saint-Martin-de-Belleville |
| 21. Apr. 1971       | Bellecombe, Grand-Cœur und Villargerel | Aigueblanche               |
| 13. Sep. 1972       | Beaune und Thyl                        | Saint-Michel-de-Maurienne  |
| 29. Sep. 1972       | Les Avanchers                          | Aigueblanche               |
| 6. Dez. 1972        | Tessens und Villette                   | Aime                       |
| 12. Feb. 1973       | Longefoy                               | Aime                       |

## Zusammenschlüsse
| Datum Fusion      | Aufgelöste Gemeinden                                              | Neue Gemeinde                  |
| ----------------- | ----------------------------------------------------------------- | ------------------------------ |
| zw. 1790 und 1794 | Attignat und Oncin                                                | Attignat-Oncin                 |
| zw. 1790 und 1794 | Brison-Bellevue und Saint-Innocent                                | Brison-Saint-Innocent          |
| zw. 1795 und 1800 | Billième und Saint-Jean-de-Chevelu                                | Billième-Chevelu               |
| zw. 1795 und 1800 | Blay und Saint-Thomas                                             | Esserts-Blay                   |
| zw. 1795 und 1800 | Coise-Rubaud und Saint-Jean-Pied-Gauthier                         | Coise-Saint-Jean-Pied-Gauthier |
| zw. 1795 und 1800 | Meyrieux und Trouet                                               | Meyrieux-Trouet                |
| zw. 1795 und 1800 | La Motte-Montfort und Servolex                                    | La Motte-Servolex              |
| 15. Feb. 1965     | Mont-Denis und Saint-Julien-de-Maurienne                          | Saint-Julien-Mont-Denis        |
| 1. Jan. 1970      | Albanne und Montricher-le-Bochet                                  | Montricher-Albanne             |
| 30. Juni 1972     | Celliers, Doucy, Naves, Notre-Dame-de-Briançon, Petit-Cœur, Pussy | La Léchère                     |
| 20. Sep. 1972     | Albiez-le-Vieux und Montrond                                      | Albiez-Montrond                |
| 21. Nov. 1972     | Montpascal und Pontamafrey                                        | Pontamafrey-Montpascal         |

## Ausgemeindete Gemeinden
- Avanchers unter dem neuen Namen Avanchers-Valmorel aus Aigueblanche (1. Januar 1988)
- Saint-François-Longchamp aus Montgellafrey (1904)
- Planay aus Pralognan (1893)
- Myans aus Les Marches (1881)
- Frontenex und Cléry (1867)
- Aillon-le-Jeune und Aillon-le-Vieux aus Aillon (1863)
- Billième und Saint-Jean-de-Chevelu aus Billième-Chevelu (1814)
- Cohennoz aus Héry-sur-Ugine (zwischen 1795 und 1800)

## Namensänderungen
- Héry-sur-Ugine → Héry (Datum unbekannt)
- La Saulce → Brides-les-Bains (1847)
- Triviers → Challes-les-Eaux (1872)
- Villard-de-Beaufort → Villard-sur-Doron (1880)
- Sainte-Hélène-des-Millières → Sainte-Hélène-sur-Isère (1888)
- Sainte-Foy → Sainte-Foy-Tarentaise (1892)
- Montvalezan-sur-Bellentre → Valezan (1898)
- Bonneval → Bonneval-sur-Arc (1899)
- Montvalezan-sur-Séez → Montvalezan (1899)
- Serrières → Serrières-en-Chautagne(1899)
- Feissons-sous-Briançon → Feissons-sur-Isère (1900)
- Saint-Jeoire → Saint-Jeoire-Prieuré (1901)
- Saint-Julien → Saint-Julien-de-Maurienne (1901)
- Gilly → Gilly-sur-Isère (1905)
- Saint-Génix-d’Aoste → Saint-Genix-sur-Guiers (1908)
- Pralognan → Pralognan-la-Vanoise (1912)
- Saint-Paul → Saint-Paul-sur-Isère (1912)
- Salins → Salins-les-Thermes (1926)
- Aigueblanche → Aigueblanche-le-Lac (1929)
- Lépin → Lépin-le-Lac (1930)
- Doucy-en-Beauges → Doucy-en-Bauges (1933)
- Chamoux → Chamoux-sur-Gelon (1934)
- Peisey → Peisey-Nancroix (1934)
- Saint-Germain → Saint-Germain-la-Chambotte (1936)
- Saint-Bon → Saint-Bon-Tarentaise (1941)
- Tours → Tours-en-Savoie (1941)
- Saint-Alban → Saint-Alban-Leysse (28. Juli 1946)
- Lanslebourg → Lanslebourg-Mont-Cenis (22. Mai 1951)
- Ugines → Ugine (6. Dezember 1952)
- Le Bourget → Le Bourget-du-Lac (19. Mai 1953)
- Saint-Michel → Saint-Michel-de-Maurienne (19. Mai 1953)
- Le Viviers → Viviers-du-Lac (4. Mai 1956)
- Montricher → Montricher-le-Bochet (15. August 1962)
- Saint-Rémy → Saint-Rémy-de-Maurienne (15. Mai 1962)
- Mercury-Gémilly → Mercury (9. Januar 1965)
- Saint-François-sur-Bugeon → Saint-François-Longchamp (4. September 1969)
- Champagny → Champagny-en-Vanoise (6. Dezember 1970)
- Les Chavannes → Les Chavannes-en-Maurienne (6. Dezember 1970)
- Mâcot → Mâcot-la-Plagne (6. Dezember 1970)
- Fontcouverte → Fontcouverte-la-Toussuire (5. Februar 1987)
- Saint-Alban-des-Hurtières → Saint-Alban-d’Hurtières (5. November 2013)
- Saint-Georges-des-Hurtières → Saint-Georges-d’Hurtières (5. November 2013)

## Quelle
- Quelle für die Eingemeindungs-/Fusionsdaten